# Gliśnica (Odolanów)

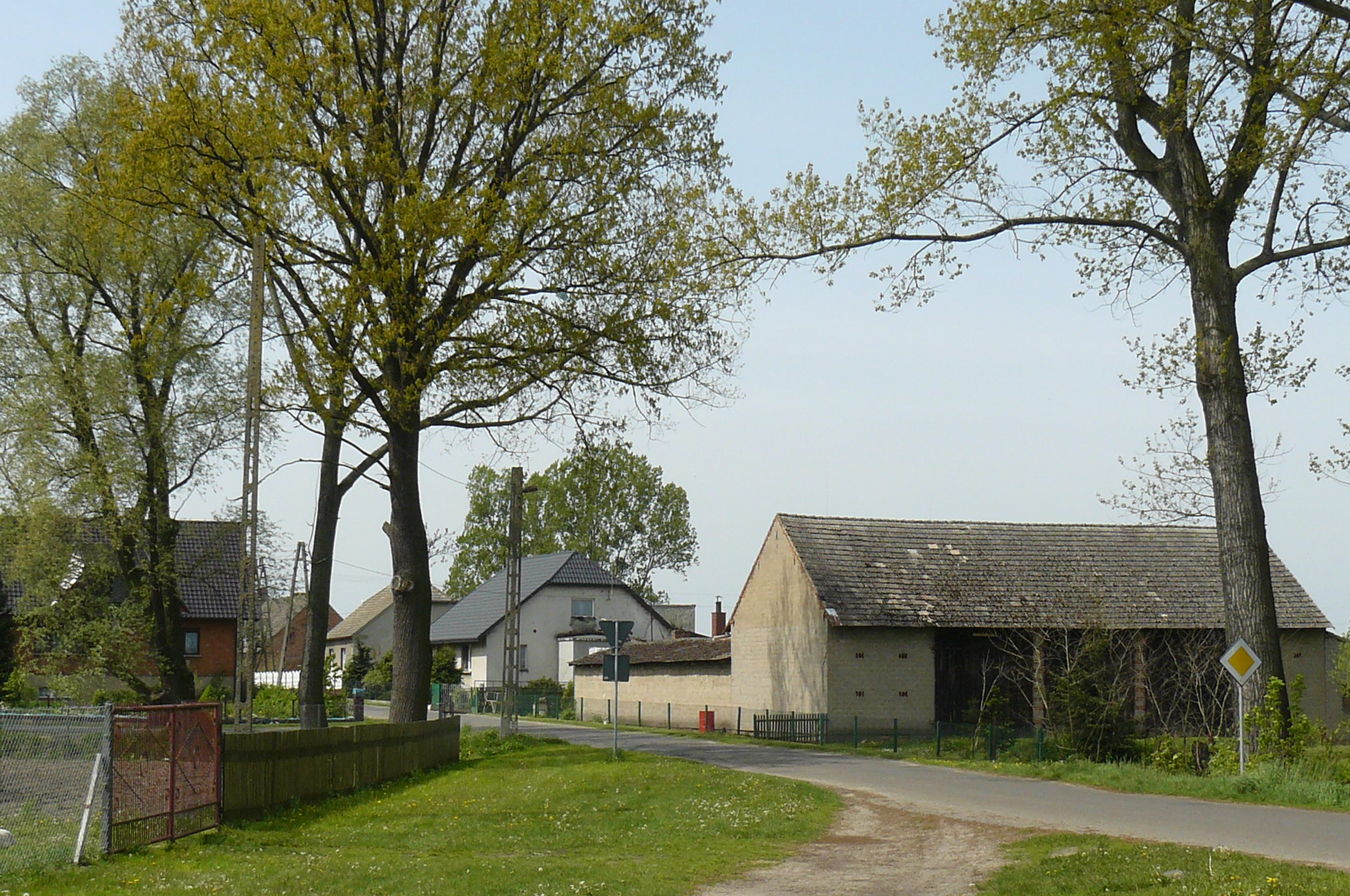
Gliśnica

Gliśnica (deutsch Glisnica, 1939–1945 Schönfeld) ist ein Dorf in der Woiwodschaft Großpolen. Es gehört zur Gemeinde Odolanów im Powiat Ostrowski.

## Geographische Lage
Gliśnica liegt etwa 11 Kilometer südwestlich der Stadt Ostrów Wielkopolski an einer Kreisstraße, die die Orte Odolanów und Raszków verbindet. Durch das Dorf fließt der Fluss Kuroch.

## Geschichte
Erstmals wird Gliśnica 1652 erwähnt. Bis 1793 gehörte der Ort Landräten von Odolanów, seit 1819 der Familie Thurn und Taxis. Zum Dorf gehörten damals die Siedlung Kaczory und die Einöde Biadaszki. 1789 wohnten 164 Einwohner in Gliśnica, 1822 bereits 200 und Ende des 19. Jahrhunderts über 400, wovon die Hälfte Protestanten waren. Mindestens seit 1859 existierte im Dorf eine katholische Grundschule, zu der im Winter 1866/67 65 Kinder gingen. Der Lehrer war damals Hieronim Woliński. Während der deutschen Besetzung von 1939 bis 1945 trug der Ort den Namen Schönfeld.
Vor dem Jahr 1932 lag Gliśnica im Powiat Odolanowski (Kreis Adelnau), in den Jahren 1975 bis 1998 in der Woiwodschaft Kalisz. Von 1932 bis 1975 und seit 1999 ist Gliśnica Teil des Powiat Ostrowski.
Auf dem Gebiet des ehemaligen Gutshofs stehen drei große Stieleichen mit folgenden Größen: 504, 598 und 658 cm. Die 29 Meter hohen Bäume sind Naturdenkmäler. In der Nähe befindet sich Förstereigebäude, das Anfang des 20. Jahrhunderts errichtet wurde. Beim Fußballplatz gibt es einen evangelischen Friedhof, der vom 19. Jahrhundert bis in die 1940er genutzt wurde. Dort wurden sowohl Polen als auch Deutsche begraben.